# Belinda Archer
Belinda Archer (Canberra, Australia, 6 de febrero de 1987) es una gimnasta artística australiana, medallista de bronce mundial en 2003 en el concurso por equipos.

## 2003
En el Mundial celebrado en Anaheim (Estados Unidos) gana el bronce en la competición por equipos, tras Estados Unidos y Rumania, siendo sus compañeras de equipo: Allana Slater, Stephanie Moorhouse, Jacqui Dunn, Monette Russo y Danielle Kelly.